# شافدار يانكوف
شافدار يانكوف (بالبلغارية: Чавдар Янков)‏ (29 مارس 1984 بلغاريا - ) هو لاعب كرة قدم بلغاري، يلعب كلاعب وسط.

## روابط خارجية
- شافدار يانكوف على موقع الاتحاد الأوربي (الإنجليزية)
- شافدار يانكوف على موقع اتحاد أوكرانيا (الإنجليزية)
- شافدار يانكوف على موقع قاعدة بيانات كرة القدم.إي يو (الإنجليزية)
- شافدار يانكوف على موقع ليكيب (الفرنسية)
- شافدار يانكوف على موقع ناشيونال فوتبول تيمز (الإنجليزية)
- شافدار يانكوف على موقع Soccerway.com (الإنجليزية)
- شافدار يانكوف على موقع عالم كرة القدم.نت (الإنجليزية)